# Lisa Maria Spark
Lisa Maria Spark, née le 7 mai 2000, est une biathlète allemande.

## Biographie
Elle remporte le titre de l'individuel aux Championnats d'Europe 2023 à Lenzerheide, et le petit globe de l'individuel lors de la saison 2022-2023 sur le circuit IBU Cup.

## Palmarès

### Coupe du monde
- Meilleur résultat individuel : 53e

 Dernière mise à jour le 9 mars 2024 

#### Résultats détaillés en Coupe du monde
| 2022-2023 |    |    |    |    |    |    |    |    |    |    |    |    |    |    | .  | .  | .  | .  |    |    |    |    |        |         |    |  |  |
| 2022-2023 | IN | SP | PU | SP | PU | SP | PU | MS | SP | PU | IN | MS | SP | PU | SP | PU | IN | MS | SP | PU | IN | MS | SP 53e | PU Ann. | MS |  |  |

### IBU Cup
- Vainqueur du classement de l'individuel en 2023.
- 2 podiums individuels, dont deux victoires.

 Dernière mise à jour le 9 mars 2024 

#### Podiums individuels en IBU Cup
| Podiums individuels en IBU Cup | Podiums individuels en IBU Cup | Podiums individuels en IBU Cup | Podiums individuels en IBU Cup | Podiums individuels en IBU Cup | Podiums individuels en IBU Cup |
| n°                             | Saison                         | Date                           | Lieu                           | Épreuve                        | Résultat                       |
| ------------------------------ | ------------------------------ | ------------------------------ | ------------------------------ | ------------------------------ | ------------------------------ |
| 1                              | 2022-2023                      | 25-01-2023                     | Lenzerheide                    | Individuel 15 km               | Médaille d'or, Europe          |
| 2                              | 2023-2024                      | 07-03-2024                     | Obertilliach                   | Individuel court 12,5 km       | Médaille d'or, Europe          |

### Championnats d'Europe
| Édition \ Épreuve | Individuel            | Sprint | Poursuite | Relais mixte              | Relais mixte simple |
| ----------------- | --------------------- | ------ | --------- | ------------------------- | ------------------- |
| Lenzerheide 2023  | Médaille d'or, Europe | 21e    | 24e       | Médaille d'argent, Europe | —                   |

Légende :
- : première place, médaille d'or
- : deuxième place, médaille d'argent
- — : non disputée par Lisa Maria Spark

### Championnats du monde junior
| Épreuve / Édition            | Individuel                    | Sprint                             | Poursuite | Relais                            | Relais mixte |
| Mondiaux 2022 Soldier Hollow | Médaille d'or, Coupe du Monde | Médaille de bronze, Coupe du Monde | 4e        | Médaille d'argent, Coupe du Monde | -            |

Légende :
- : première place, médaille d'or
- : deuxième place, médaille d'argent
- : troisième place, médaille de bronze
- — : non disputée par Lisa Maria Spark